# Calvin Demba
Calvin Demba, född 1993, är en brittisk skådespelare.
Demba har bland annat medverkat i TV-serien Supacell. Han har även medverkat i filmen Kingsman: The Golden Circle.

## Filmografi (i urval)
- 2017 – Kingsman: The Golden Circle
- 2024 – Supacell (TV-serie)